# Найден Боримечков
Найден Иванов Боримечков (Якимов) е български офицер, генерал-майор.

## Биография
Роден е на 4 май 1929 година в Копривщица. През 1947 г. завършва реална гимназия в родния си град. От 11 ноември 1949 до 17 август 1950 г. учи в 3-та товарна батарея на 4-ти артилерийски дивизион и завършва втори випуск на Народното военно артилерийско училище. Между 18 август 1950 и 4 юни 1951 г. е командир на взвод в 10-и оръдеен артилерийски полк във Враца. На 5 юни 1951 г. е назначен за командир на батарея в същия полк. Освободен е на 12 юни 1952 г. От 13 юни 1952 до 11 ноември 1953 г. е ЗКСЧ на артилерийски дивизион в 10-и оръдеен артилерийски полк. Между 12 ноември 1953 и 10 октомври 1955 г. е командир на артилерийски дивизион в 1-ви армейски артилерийски полк в София. В периода 11 ноември 1955 – 27 октомври 1957 г. е командир на артилерийски дивизион в 5-и корпусен артилерийски полк. От 28 октомври 1957 до 15 октомври 1959 г. е началник на полковата школа в същия полк. Между 16 октомври 1959 и 15 май 1961 г. е заместник-командир на 5-и корпусен артилерийски полк. На 16 май 1961 г. е назначен за временно изпълняващ длъжността командир на 5-и корпусен артилерийски полк. Остава на този пост до 26 март 1962 г., когато е назначен за командир на 5-и армейски артилерийски полк до 16 април 1963 г. От 17 април 1963 до 5 юли 1966 г. е заместник-командир на 18-и учебен артилерийски полк.
В периода 6 юли 1966- 14 октомври 1968 г. учи във Военната академия в София профил „земна артилерия-команден“ и завършва с отличен успех. Бил е началник на Ракетните войски и артилерия на трета мотострелкова дивизия, базирана в Благоевград (15 октомври 1968 – 29 септември 1972) и заместник-командир на 46-а ракетна бригада в Самоков (30 септември 1972 – 29 септември 1974). От 30 септември 1974 до 29 септември 1978 г. е командващ Ракетните войски и артилерията на първа армия. След това е заместник-командващ Ракетни войски и артилерия на Сухопътните войски в Българската армия (30 септември 1978 – 29 септември 1983). В периода 30 септември 1983 – 29 септември 1988 г. е началник на Висшето народно военно артилерийско училище „Георги Димитров“. От 1983 г. като началник на училището е командир на 84-та фронтова артилерийска дивизия. От 30 септември 1988 г. е заместник-началник на Военна академия „Г. С. Раковски“ до 14 август 1990 г. Между 15 август 1990 и 31 март 1991 г. е на разпореждане на Управление „Кадри“ по щат 144-А за уволнение. Излиза в запаса 1 април 1991 г. Освободен е от служба през 1992 г. Умира на 10 февруари 2000 г. в София.

## Образование
- Реална гимназия, Копривщица – 1943
- Народното военно артилерийско училище – 11 ноември 1949 – 7 август 1950 г.
- Военна академия „Георги Раковски“ – 6 юли 1966 – 14 октомври 1968 г.

## Военни звания
- младши лейтенант 18 август 1950
- лейтенант – 24 август 1951
- старши лейтенант – 17 юни 1952
- капитан (15 април 1954)
- майор (14 април 1958)
- подполковник (17 април 1962)
- полковник (12 октомври 1967)
- генерал-майор (7 септември 1984)[4]

## Награди
- Медал „За безупречна служба“ – II ст.
- „9 септември 1944 г.“ – III ст.
- „9 септември 1944 г.“ – II ст. с мечове
- „Червено знаме“
- Медал „30 години социалистическа революция“